# 桑野グラウンド
阿南市桑野グラウンド（あなんしくわのグラウンド）は、徳島県阿南市山口町内田にあるグラウンドである。

## 主な施設
野球場1面（ソフトボール兼用）
照明あり。
駐車場あり。

## 施設概要
- 利用時間：7時～22時
- 定休日：年末年始（12月29日～翌年1月3日）
- 申込先：桑野公民館

|        | 午前（8時～13時）または午後（12:30～18時） | 全日（8時～18時） |
| ------ | ------------------------------------------ | ----------------- |
| 野球場 | 1,300円                                    | 2,600円           |

## 交通
- 桑野駅より徒歩で1.2km・15分
- 桑野駅より車で1.3km・3分
- 徳島バス「内田東」停留所前

## 近隣にある同様の施設
- 南部健康運動公園（当施設より徒歩で180m・2分、車で180m・1分）
- 新野グラウンド（当施設より車で5.8km・10分）
- 鷲敷グラウンド（当施設より車で11.6km・13分）
- 阿南市南部ふるさとふれあい運動公園（当施設より車で7.2km・11分）